# Copa Intercontinental de Futebol de Areia de 2012

## Grupo A
| Equipe                 | Pts | J | V | V+ | D | GM | GS | +/- |
| ---------------------- | --- | - | - | -- | - | -- | -- | --- |
| Rússia                 | 9   | 3 | 3 | 0  | 0 | 16 | 9  | +11 |
| Emirados Árabes Unidos | 6   | 3 | 2 | 0  | 1 | 10 | 8  | +2  |
| Taiti                  | 3   | 3 | 1 | 0  | 2 | 8  | 10 | -2  |
| Estados Unidos         | 0   | 3 | 0 | 0  | 3 | 7  | 18 | –11 |

| 30 de Outubro de 2012 | Rússia | 9 - 1 (0 - 0, 2 - 5, 1 - 2) | Estados Unidos | Dubai Festival City, Dubai |
| 18:00                 | E. Shaykov 1' · E. Eremeev 9', 19', 26' · D. Ippolitov 11' · D. Shishin 21'. 30' · Y. Krasheninnikov 30', 36' | Report                      |                |                            |

| 30 de Outubro de 2012 | Emirados Árabes Unidos                                 | 3 - 2 (3 - 3, 0 - 1, 1 - 1) | Taiti                                                         | Dubai Festival City, Dubai |
| 20:30                 | D. Stankovic 5' · P. Palmacci 7', 36' · R. Pasquali 8' | Report                      | 8' Dino Tambau · 9', 11' S. Larreta · 24' Fred · 31' V. Lopez |                            |

| 31 de Outubro de 2012 | Rússia                                                 | 4 - 2 (1 - 5, 2 - 0, 0 - 0) | Taiti                                         | Dubai Festival City, Dubai |
| 18:00                 | S. Larreta 10' · Dino Tambau 14' · L. Franceschini 22' | Report                      | 1', 1', 11' Bruno Xavier · 2', 10' Mauricinho |                            |

| 1 de Novembro de 2012 | Taiti                                               | 3 - 2 (1 - 1, 0 - 1, 2 - 0) | Estados Unidos                | Dubai Festival City, Dubai |
| 18:00                 | Mauricinho 6' · Bernardo Botelho 34' · Jorginho 35' | Report                      | 10' Juninho · 17' P. Palmacci |                            |

| 1 de Novembro de 2012 | Emirados Árabes Unidos           | 2 - 3 (0 - 2, 1 - 1, 1 - 0) | Rússia                                          | Dubai Festival City, Dubai |
| 20:30                 | Rafinha Carioca 15' · Sidney 36' | Report                      | 3' N. Bella · 9' C. Leguizamon · 13' S. Larreta |                            |

## Grupo B
| Equipe  | Pts | J | V | V+ | D | GM | GS | +/- |
| ------- | --- | - | - | -- | - | -- | -- | --- |
| Brasil  | 9   | 3 | 3 | 0  | 0 | 16 | 9  | +11 |
| Nigéria | 6   | 3 | 2 | 0  | 1 | 10 | 8  | +2  |
| Suíça   | 3   | 3 | 1 | 0  | 2 | 8  | 10 | -2  |
| Japão   | 0   | 3 | 0 | 0  | 3 | 7  | 18 | –11 |

| 30 de Outubro de 2012 | Rússia | 9 - 1 (0 - 0, 2 - 5, 1 - 2) | Estados Unidos | Dubai Festival City, Dubai |
| 18:00                 | E. Shaykov 1' · E. Eremeev 9', 19', 26' · D. Ippolitov 11' · D. Shishin 21'. 30' · Y. Krasheninnikov 30', 36' | Report                      |                |                            |

| 30 de Outubro de 2012 | Emirados Árabes Unidos                                 | 3 - 2 (3 - 3, 0 - 1, 1 - 1) | Taiti                                                         | Dubai Festival City, Dubai |
| 20:30                 | D. Stankovic 5' · P. Palmacci 7', 36' · R. Pasquali 8' | Report                      | 8' Dino Tambau · 9', 11' S. Larreta · 24' Fred · 31' V. Lopez |                            |

| 31 de Outubro de 2012 | Rússia                                                 | 4 - 2 (1 - 5, 2 - 0, 0 - 0) | Taiti                                         | Dubai Festival City, Dubai |
| 18:00                 | S. Larreta 10' · Dino Tambau 14' · L. Franceschini 22' | Report                      | 1', 1', 11' Bruno Xavier · 2', 10' Mauricinho |                            |

| 1 de Novembro de 2012 | Taiti                                               | 3 - 2 (1 - 1, 0 - 1, 2 - 0) | Estados Unidos                | Dubai Festival City, Dubai |
| 18:00                 | Mauricinho 6' · Bernardo Botelho 34' · Jorginho 35' | Report                      | 10' Juninho · 17' P. Palmacci |                            |

| 1 de Novembro de 2012 | Emirados Árabes Unidos           | 2 - 3 (0 - 2, 1 - 1, 1 - 0) | Rússia                                          | Dubai Festival City, Dubai |
| 20:30                 | Rafinha Carioca 15' · Sidney 36' | Report                      | 3' N. Bella · 9' C. Leguizamon · 13' S. Larreta |                            |